# Падина (Ковачица)
Падина (слч. Padina) је насеље у општини Ковачица, у Јужнобанатском округу, у Србији. Налази се на ширем ободу Делиблатске пешчаре. Према попису из 2022. било је 4774 становника.

## Историја
Падина је основана 1806. године, а основале су је словачке породице из централне Словачке.
Пре него што су Словаци населили Падину 1806. године, на овом простору се налазило насеље са истим именом “Падина”. У овом насељу су најпре кратко живели Румуни насељеници сточари, а потом Словаци граничари. Још раније Падина је била пустара, на којој је стока пасла. И само име “Падина” је српског порекла, означава косину узвишења (дине). Али живот на овом простору није био лак, због дубоко постављене подземне воде, и зато су се становници одселили.
У том периоду Војводина је припадала Аустрији и на том простору се налазила војна граница према Османском царству. Падина је била основана као граничарско насеље са циљем да се ојача војна граница. Ситуација се на овом простору кроз Први српски устанак против Османског царства 1804. године дестабилизовала. Војне власти Хабсбуршке монархије су морале брзо да реагују и одлучиле су да ојачају границу. Да би границу могли боље да контролишу одлучили су да Падину населе словачким, а Самош српским становништвом.
Војне власти су измериле 83 земљишта и саградиле мале куће од блата, како би ново становништво могло да се насели. Саграђене су биле и општинске зграде од квалитетног материјала. Тек после две године, Падина је могла да прими ново становништво, али под веома тешким условима. Словаци у Падину долазе у две групе. Прва група је дошла кад је Падина била основана, 1806. године, а друга 1808. године. Свака група се састојала од 80 породица. То су биле породице из жупанија Новохрадскеј, Пештианскеј и Гемерскеј. Само мањи број породица дошло је из жупанија Липтовскеј и Нитранскеј.
За другу групу Словака одговоран је био Мартин Хамалиар (први свештеник). Мартин Хамалиар је овај предлог дао надвојводи Лудвигу, који је био управник војне границе. Број становника није одговарао величини атара, те је било потребно населити још више становника. Надвојвода Лудвиг је обећао да ће ископати и саградити нове бунаре. Због тога је Хамалиар предложио да село добије име по надвојводи Лудвигу „Ludwigsdorf“ (Лудвигово село). Касније је то на мађарском језику било Лајошфалва. Ипак, становници су село звали Падина.
Живот првих словачких породица није био нимало лак. Борили су се против недостатка воде и против пешчаних ветрова. На овом простору се налазила Делиблатска пешчара и због тога је било много пешчаних ветрова. У првим годинама од основања, становници Падине су стално имали проблема са недостатком воде. Један бунар није био довољан за пијаћу воду, те су становници морали да одлазе у Ковачицу по воду. Због тога су Падинци воду ценили и штедели. Како 1814. године још увек нису саграђени нови бунари, становници одлучују да напусте Падину. Власти војне границе то нису дозволиле. Захваљујући молби свештеника Јана Стехла, Падина је 1817. године добила пет бунара. Још и 1930-тих они без коња и бурета су морали куповати воду.
Када је укинута банатска војна граница пописано је 1873. године становништво. Тада је у "Лудвигсдорфу" (немачки назив за Падину) било 30 Шваба, три Србина и 3722 Словака. Укупно је у то време било у месту 3755 становника.

## Демографија
У насељу Падина живе 4442 пунолетна становника, а просечна старост становништва износи 37,8 година (36,9 код мушкараца и 38,7 код жена). У насељу има 2048 домаћинстава, а просечан број чланова по домаћинству је 2,81.
Ово насеље је претежно насељено Словацима (према попису из 2002. године), а у последња три пописа, примећен је пад у броју становника.
|  |

| Демографија | Демографија | Демографија |
| Година      | Становника  | Становника  |
| ----------- | ----------- | ----------- |
| 1948.       | 5.309       |             |
| 1953.       | 5.654       |             |
| 1961.       | 6.197       |             |
| 1971.       | 6.362       |             |
| 1981.       | 6.367       |             |
| 1991.       | 6.076       | 5.941       |
| 2002.       | 5.760       | 6.009       |

| Етнички састав према попису из 2002.‍ | Етнички састав према попису из 2002.‍ | Етнички састав према попису из 2002.‍ | Етнички састав према попису из 2002.‍ | Етнички састав према попису из 2002.‍ |
| ------------------------------------ | ------------------------------------ | ------------------------------------ | ------------------------------------ | ------------------------------------ |
|                                      |                                      |                                      |                                      |                                      |
| Словаци                              | Словаци                              |                                      | 5.575                                | 96,78%                               |
| Срби                                 | Срби                                 |                                      | 55                                   | 0,95%                                |
| Југословени                          | Југословени                          |                                      | 26                                   | 0,45%                                |
| Роми                                 | Роми                                 |                                      | 11                                   | 0,19%                                |
| Чеси                                 | Чеси                                 |                                      | 4                                    | 0,06%                                |
| Украјинци                            | Украјинци                            |                                      | 3                                    | 0,05%                                |
| Румуни                               | Румуни                               |                                      | 3                                    | 0,05%                                |
| Македонци                            | Македонци                            |                                      | 3                                    | 0,05%                                |
| Хрвати                               | Хрвати                               |                                      | 2                                    | 0,03%                                |
| Руси                                 | Руси                                 |                                      | 2                                    | 0,03%                                |
| Мађари                               | Мађари                               |                                      | 2                                    | 0,03%                                |
| Црногорци                            | Црногорци                            |                                      | 1                                    | 0,01%                                |
| Муслимани                            | Муслимани                            |                                      | 1                                    | 0,01%                                |
| Бошњаци                              | Бошњаци                              |                                      | 1                                    | 0,01%                                |
| непознато                            | непознато                            |                                      | 9                                    | 0,15%                                |

| Година пописа     | 1948. | 1953. | 1961. | 1971. | 1981. | 1991. | 2002. |
| ----------------- | ----- | ----- | ----- | ----- | ----- | ----- | ----- |
| Број домаћинстава | 1.380 | 1.573 | 1.837 | 1.862 | 2.038 | 2.093 | 2.048 |

| Број чланова      | 1   | 2   | 3   | 4   | 5   | 6  | 7  | 8 | 9 | 10 и више | Просек |
| ----------------- | --- | --- | --- | --- | --- | -- | -- | - | - | --------- | ------ |
| Број домаћинстава | 411 | 550 | 408 | 475 | 138 | 45 | 14 | 3 | 1 | 3         | 2,81   |

| Пол    | Укупно | Неожењен/Неудата | Ожењен/Удата | Удовац/Удовица | Разведен/Разведена | Непознато |
| ------ | ------ | ---------------- | ------------ | -------------- | ------------------ | --------- |
| Мушки  | 2.354  | 652              | 1.519        | 115            | 56                 | 12        |
| Женски | 2.306  | 335              | 1.529        | 351            | 76                 | 15        |
| УКУПНО | 4.660  | 987              | 3.048        | 466            | 132                | 27        |

| Пол    | Укупно                    | Пољопривреда, лов и шумарство | Рибарство                            | Вађење руде и камена | Прерађивачка индустрија       |
| ------ | ------------------------- | ----------------------------- | ------------------------------------ | -------------------- | ----------------------------- |
| Мушки  | 1.538                     | 750                           | 0                                    | 0                    | 160                           |
| Женски | 695                       | 409                           | 0                                    | 0                    | 24                            |
| УКУПНО | 2.233                     | 1.159                         | 0                                    | 0                    | 184                           |
| Пол    | Производња и снабдевање   | Грађевинарство                | Трговина                             | Хотели и ресторани   | Саобраћај, складиштење и везе |
| Мушки  | 4                         | 347                           | 112                                  | 12                   | 47                            |
| Женски | 0                         | 3                             | 72                                   | 9                    | 3                             |
| УКУПНО | 4                         | 350                           | 184                                  | 21                   | 50                            |
| Пол    | Финансијско посредовање   | Некретнине                    | Државна управа и одбрана             | Образовање           | Здравствени и социјални рад   |
| Мушки  | 2                         | 11                            | 25                                   | 20                   | 9                             |
| Женски | 0                         | 11                            | 9                                    | 38                   | 27                            |
| УКУПНО | 2                         | 22                            | 34                                   | 58                   | 36                            |
| Пол    | Остале услужне активности | Приватна домаћинства          | Екстериторијалне организације и тела | Непознато            | Непознато                     |
| Мушки  | 21                        | 3                             | 0                                    | 15                   | 15                            |
| Женски | 8                         | 70                            | 0                                    | 12                   | 12                            |
| УКУПНО | 29                        | 73                            | 0                                    | 27                   | 27                            |

## Знамените личности
- Михал Бабинка

## Галерија
- Улаз у Падину
- Јаношикова улица
- Улица Бранка Радичевића
- Парк
- Споменик палим борцима НОБ
- Парк
- Словачка евангелистичка црква
- Биста Јосипа Броза Тита
- Биста Мартина Лутера
- Најстарији Бунар
- Најстарији Бунар
- Црквени дом словачке евангелистичке цркве
- Дом културе
- Етно кућа
- Христова духовна црква
- Месна заједница
- ОШ Маршал Тито
- Ватрогасни дом
- Гробље
- Гробље